# 费迪南德·冯穆勒
费迪南德·冯穆勒（Ferdinand Jacob Heinrich von Mueller，1793年1月8日—1896年10月10日）为德国和澳大利亚医生、地理学家及植物学家。